# Mustaschvax

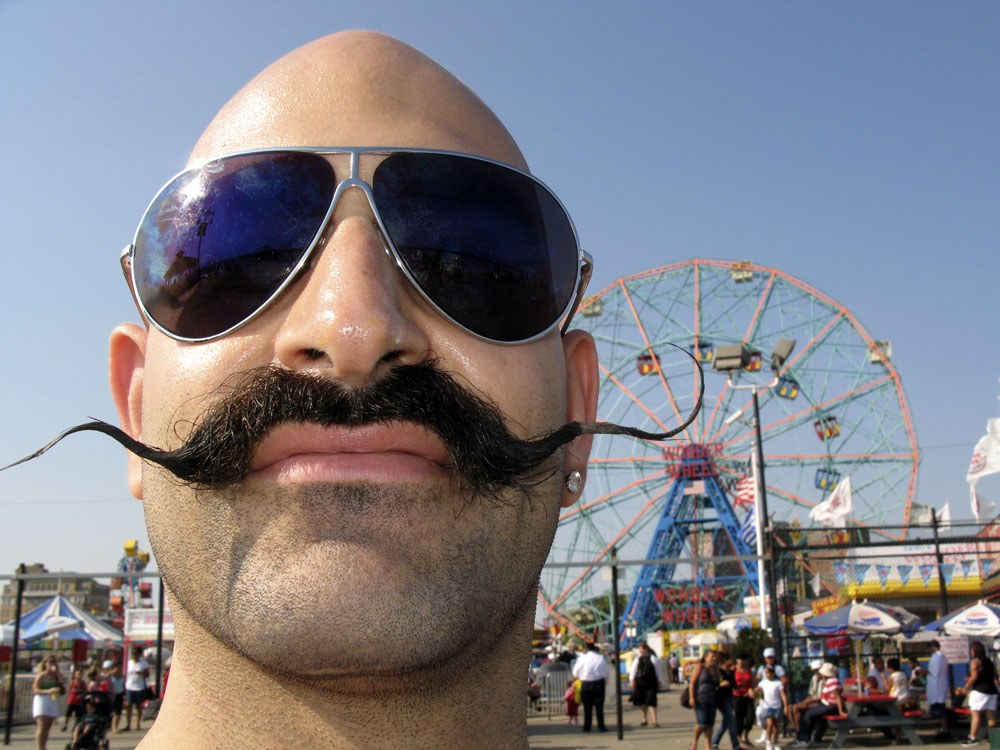
Keith Haubrich med vaxade mustascher vid Coney Island, New York

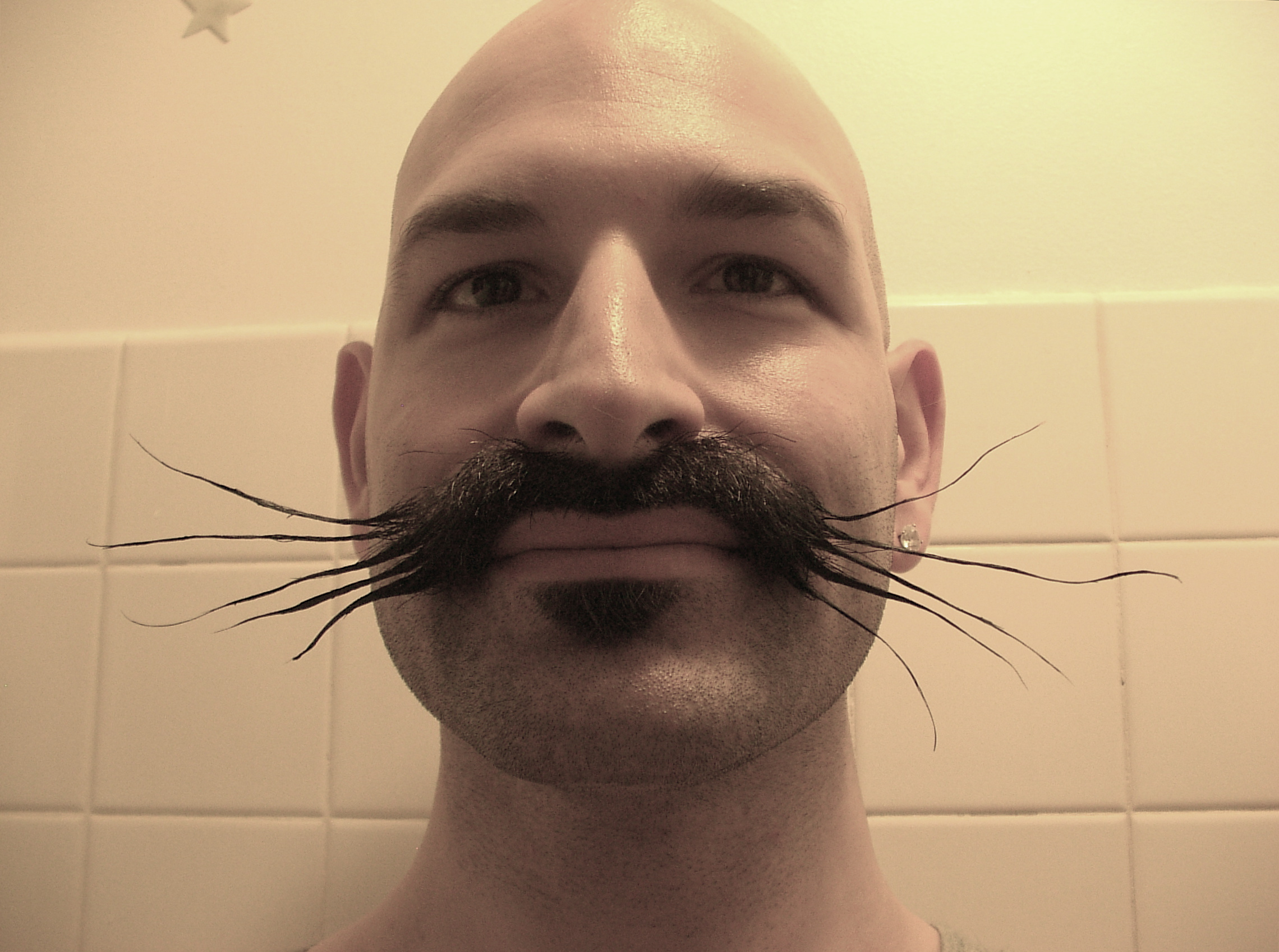
1:a pristagaren Keith Haubrich vid World Beard & Moustache Championships 2007 i Brighton i Storbritannien

Mustaschvax är en styv pomada som används för att få önskad form och utseende på en mustasch. Beroende på skägglängd och önskat utseende finns vax-produkter med olika styvhet. I allmänhet tillsätts något välluktande ämne, även färgtillsatser förekommer.